# Charlotte Hanmann
Charlotte Hanmann (20. juli 1950 i København) er en dansk fotograf, maler og grafiker.
Hun er datter af Poul Hanmann og den danske maler og emaljekunstner Inger Hanmann. Hanmann er uddannet fra Kunstakademiets Arkitektskole (1973), som Bygningsteknikker fra BTH København (1975) og fra Skolen for brugskunst (1983). Hanmann er medlem af Billedkunstnernes Forbund (BKF).

## Værker
- Tromsø (1993)

## Hæder
- Legat fra Statens Kunstfond (2001)
- Rejselegat fra Danida (Mexico) (1998)
- Rejselegat fra Kulturministeriet (1995)
- Medalje og pris fra det Polske Kulturministerie (1994)

## Udstillinger
- 1982 Københavns Kommune.
- 1983 Kunsternes Sommerudstilling Tistrup
- 1984 Svendborg Amts Kunstforening
- 1984 Kunsternes Sommerudstilling Tistrup
- 1985 Svendborg Amts Kunstforening
- 1985 Kunsternes Sommerudstilling Tistrup
- 1985 Vestsjællands Censurerede Kunstudstilling
- 1985 Fotografernes Censurerede Kunstudstilling Billund
- 1986 Kunstnernes Påskeudstilling Århus
- 1986 Fotografernes Censurerede Kunstudstilling Billund
- 1986 Kunstnernes Efterårsudstilling Den Frie, København
- 1987 Kunstnernes Efterårsudstilling Den Frie, København
- 1988 2. Internationale Triennale Der Kunst Lublin, Polen
- 1988 Arbejdermuseet, København (88 fotos)
- 1991 Kvindelige Kunstnere i Nikolaj Kirke. Göteborg, Sverige (41 fotos)
- 1991 2. Internationale Triennale Der Kunst Lublin, Polen
- 1991 Separatudstilling Muzeum Na Majdanku, Polen (grafik/tegninger)
- 1991-1992: Varmegalleriet Minimal l+II.
- 1992 Separatudstilling Rampen København
- 1992 The International Miniature Art Biennial Quebec Canada
- 1992 Charlottenborgs Forårsudstilling
- 1993 Varmegalleriet Minimal IV. Galleri Marius Sommerudstilling
- 1993 Separatudstilling Nadada København Grafik, Maleri, Fotos
- 1994 UAF Univ.Alaska Fairbanks : Guest : Sepratudstilling Galleri SITE250
- 1994 Canada Quebec Ville Marie,International Art Biennial
- 1994 Polen Lublin på Museum IV Internationale Triennale der Kunst - Fået medalje og pris for fotos som den eneste fra Danmark af det Polske Kulturministerie
- 1995 Norge 44 grafiske arbejder start Nordnorsk Kunstnersenter I Svolvær Lofoten derefter vandreudstilling i Nordnorge
- 1996 Udstilling i Den Danske Banks Hovedsæde, København
- 1997 Millet Art Assoc Osaka, Japan 1998 Udstilling på den den Amerikanske Ambassade, Grafik
- 1998 Cobrarummet Sophienholm 107 arbejder, grafik og foto
- 1998 Fri Kommune v/Gallerie Søren Houmann, Arbejds- og Fællesmodel
- 2000 Gallerie Zenits Juleshow og Udstilling, Grafik
- 2000 Nude Drawing Exhib., Galloperiet, Christiania
- 2001 Christmas Exhibition - Art on Paper - Slovenie - WWW.WF-A.SI
- 2000-2002 Group Exhibition In Salle d'Exposition de Cite Internationale des Arts - Paris 75004 - Frankrig Statens Kunstfond - Statens Kunstfond: Legat
- To live/Exhibit in Paris + exhibitions first quarter of year 2000
- 2002 Betherhemskirken - Fotoudstilling
- 2003 Øksnehallen - København ¨C Skulptur
- 2004-2013 Helligåndshuset, København
- 2008 Rønnebæksholm, Næstved, Int. grafikudstilling
- 2008 Helligåndskirken, København
- 2009 Filosofgangen Odense
- 2010 Lyngby Kunstforening København
- 2011 Stege Bibliokte. Bispegården Kalundborg. Pakhuset Nykøbing Sjælland
- 2012/2013/2014 Norske Kirke København Helligåndskirken LESSEDRA.COM Miniprint Bulgaria